# 黑線巴拉圭鯰
黑線巴拉圭鯰，為輻鰭魚綱鯰形目甲鯰科的其中一種，為熱帶淡水魚，分布於南美洲奧里諾科河及亞馬遜河南部中下游流域，體長可達43公分，棲息在底層水域，以植物為食。牠是目前已知少數會吃木頭的魚其中之一。牠是一種受歡迎的觀賞魚，從英文名來看，以觀賞魚市場對異型魚的編號而言，推測為L190哥倫比亞白金皇冠豹。

## 扩展阅读
維基物種上的相關：黑線巴拉圭鯰